# بی‌ای

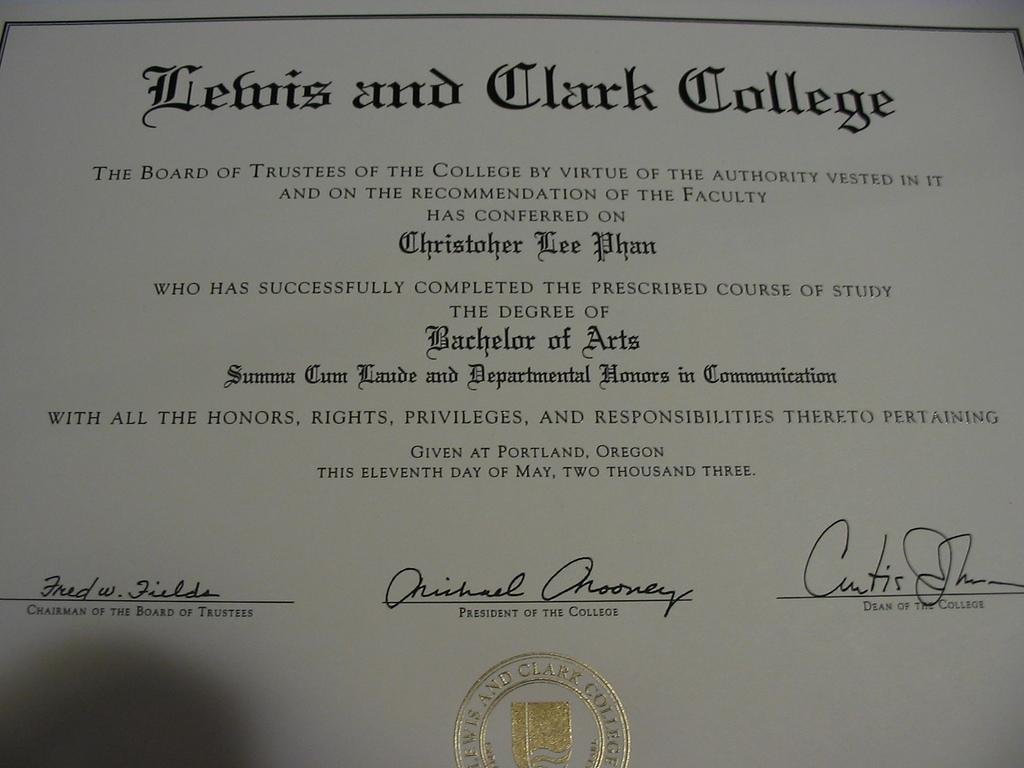
گواهی تأیید مدرک لیسانس

مدرک بی‌ای (به انگلیسی: BA, B.A. , AB یا A.B. از baccalaureus یا baccalaureus artium لاتین؛ مخفف Bachelor of Arts) مدرک لیسانسی است که فارغ‌التحصیلان دانشگاه درمقطع کارشناسی و رشته‌های علوم مقدماتی یا علمی تعلق می‌گیرد.
دوره لیسانس در رشته‌های ارائه‌کننده این مدرک معمولاً در کشورهای افغانستان، لبنان، ارمنستان، یونان، بنگلادش، آذربایجان، مصر، ایران، ژاپن، نیجریه، صربستان، پاکستان، فیلیپین، تایلند، روسیه، ایرلند، کره جنوبی، عراق، تونس، کویت و ترکیه و بسیاری از دانشگاه‌های آمریکا چهارساله است ولی این دوره تقریباً در تمام اتحادیه اروپا و آلبانی، استرالیا، بوسنی و هرزگوین، هند، اسرائیل، نیوزیلند، ایسلند، نروژ، سنگاپور، کارائیب، آفریقای جنوبی، سوئیس و استان کبک کانادا سه ساله است.